# Bass-D and King Matthew
Pour les articles homonymes, voir Bass.
Bass-D and King Matthew (stylisé Bass-D & King Matthew) est un groupe néerlandais de techno hardcore, originaire de Bussum. Composé d'Eugenio Dorwart (Bass-D) et Matthijs Hazeleger (King Matthew), ils sont les cofondateurs du label Masters of Hardcore.

## Biographie
Eugenio Dorwart (Bass-D) commence sa carrière en jouant à Bussum, aux Pays-Bas, quand il n'avait que 14 ans. Matthijs Hazeleger lui, est, un jour, invité dans une émission de radio house où il a rencontre pour la première fois Eugenio, ces deux-là décide de mixer ensemble ; c'est à ce moment que le duo est formé.
En 1993, les labels Bloody Cow Records et Bad Vibes Records s'intéressent à leurs propres productions et signent avec Bass-D & King Matthew. Composant un nombre impressionnant de musiques et ne voulant pas attendre pour les diffuser, les deux compères décident de créer leur propre label, Inferno Records. Plus tard, ils s'occupent d'autres labels tels que Terror Traxx, Master Maximum, Megarave (avec DJ Distortion et MC Raw comme coproducteurs du groupe Rotterdam Terror Corps) et ID&T. Dans les années 1990, ils sont les auteurs de titres à succès tels que Hold Me Now, Like a Dream, Raveworld, In the Mix, Stick 'em Up, We're Gonna Blow Your Mind. Ils jouent également dans de célèbres soirées telles que Thunderdome, Hellraiser, Nightmare, Megarave, Mystery Land, Ghosttown, Raveworld, Shadowlands, Digital Overdose et également Temple of Rebirth.
En 2000, Bass-D et King Matthew collaborent avec The Prophet pour la sortie d'un EP intitulé Get Retarded. En 2002, ils publient le cinquième volet de leur compilation In the Mix, qui atteint la 12e place des classements néerlandais.
Le 3 mars 2014, une soirée appelée A Night with Bass-D est organisée avec Korsakoff. Le 25 mars 2017, ils participent à l'édition The Skull Dynasty du festival Masters of Hardcore, aux côtés de plus de 70 artistes comme DJ Mad Dog, Tha Playah, Darkraver et Radical Redemption.